# خبت آل حجري
خبت آل حجري : اسم لمنطقة ممدودة واسعة بمحافظة بارق. تمتد من الخوش إلى القرب من وادي خاط شمالاً، وتبلغ مساحتها 90 كيلو متر مربع. ذُكرت في المعجم البريطاني (1916)م: كأهم قرى بارق.
يعتبر الخبت أرحب رقعة في مرتفعات تهامة الجبلية، وهو من أخصب مرابع ومراتع ملاك الماشية حتى أنهم قالوا إذا أخصب خبت آل حجري استوعب كافة العرب. وفي الخبت ثلاث قرى هي: الصلال، الشانة، والعلكة.

## التسمية
خَبْت - بفتح الخاء المعجمة وسكون الباء وتاء فوقها نقطتان، والخبت لغة الأرض الواسعة المطمئنة - مضافاً إلى آل حَجْري بفتح الحاء المهملة وإسكان الجيم وكسر الراء: على اسم آل حجري إحدى قبائل بارق، من ولد الصاحبي حميضة بن النعمان البارقي.